# Легіон. Хроніка Української Галицької Армії 1918-1919
«Легіон. Хроніка Української Галицької Армії 1918—1919» — документально-ігровий фільм українського режисера Тараса Химича.
Це перший в Україні документальний фільм з використанням найсучасніших технологій у форматі 4K. До роботи над фільмом долучилися ветерани АТО, військові а також реконструкторські клуби. З постановкою військових сцен допоміг ветеран АТО Володимир Правосудов, а також Військово Історичний Клуб «Повстанець» м. Київ.
Ініціатором створення фільму є громадська організація «Українська Галицька Асамблея», у рамках проекту documentary.org.ua. Процес створення фільму тривав 15 місяців.

## Опис
Завершувалася Перша світова війна. Неминучий крах Австро-Угорської імперії поглибив кризу у Європі. Поляки, українці, чехи, угорці та південні слов'яни готувалися до проголошення незалежності своїх держав. У ніч на 1 листопада 1918 року українські військові з лав добровольчого Легіону Січових Стрільців підняли повстання у Львові та проголосили створення самостійної держави на українських етнічних землях. Січові стрільці стали рушійною силою молодої української держави та зародком її регулярного війська.
Водночас претензії на Галичину висунула відроджена Польща. Центрально-Східна Європа занурилася в епоху «малих війн» за нові кордони у повоєнному світі. Проте зі сходу насувалась більшовицька загроза. Країни Заходу вирішили побудувати «санітарний кордон» у Східній Європі…Сюжетна лінія створена зі спогадів очевидців.